# Polygonum aschersonianum
Polygonum aschersonianum är en slideväxtart som beskrevs av Hugo Gross. Polygonum aschersonianum ingår i släktet trampörter, och familjen slideväxter. Inga underarter finns listade i Catalogue of Life.